# دشت لاله‌های واژگون فریدون‌شهر
دشت لاله‌های واژگون فریدونشهر در شهرستان فریدونشهر از توابع استان اصفهان قرار دارد که از شروع فصل بهار در مناطقی همچون بخش موگویی به وفور و به دو رنگ زرد و قرمز یافت می‌شود.

## تصاویر
- پونه زار، تصاویری زیبا از دشت لاله واژگون عالی مکان شهرستان فریدونشهر